# Tabuelan
Tabuelan (Bayan ng Tabuelan) är en kommun i Filippinerna. Kommunen tillhör provinsen Cebu och ligger på ön med samma namn. Folkmängden uppgår till 19 373 invånare.
Tabuelan är indelat i 12 barangayer.